# Tennō-ji

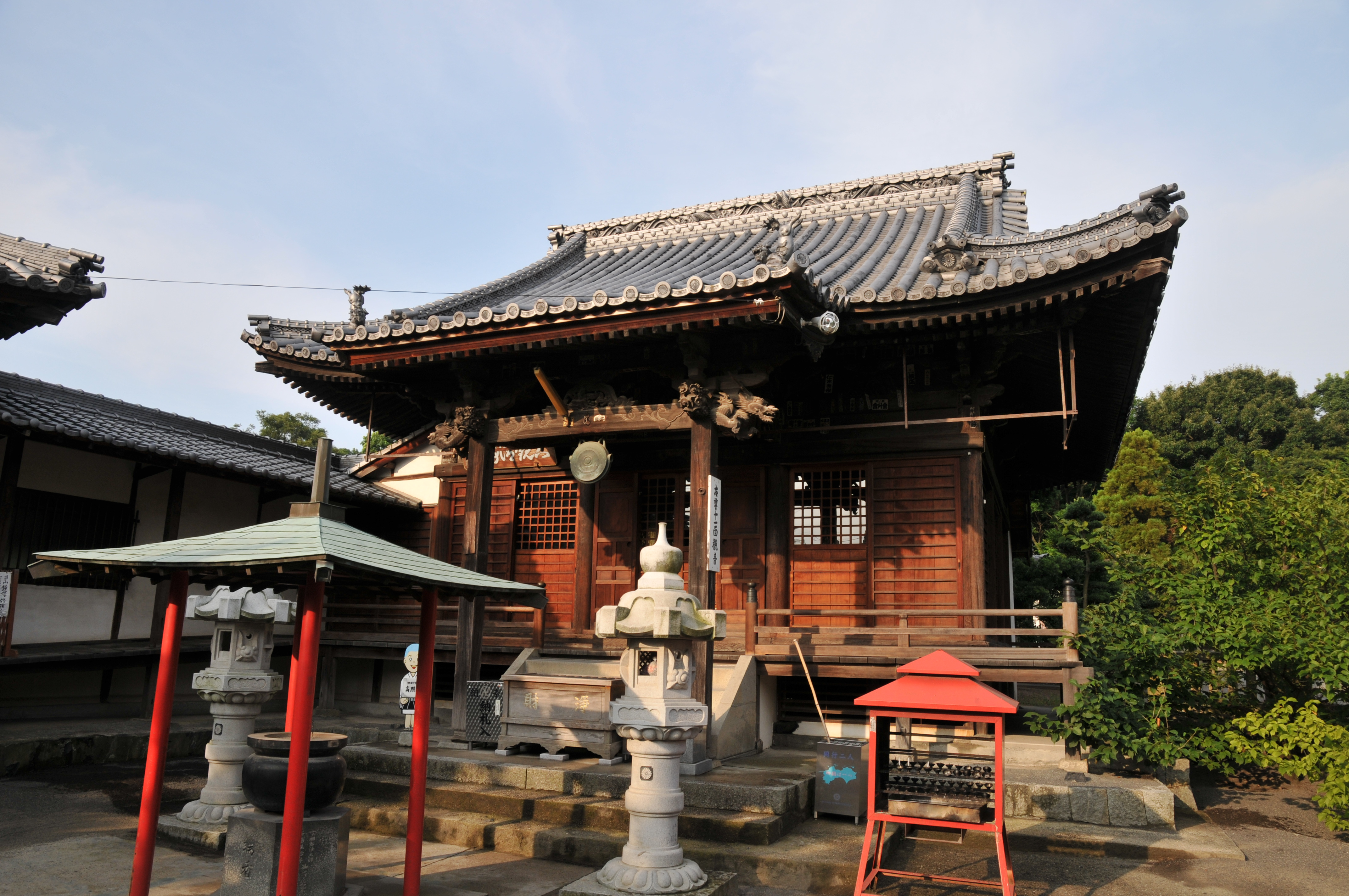
Hall principal.

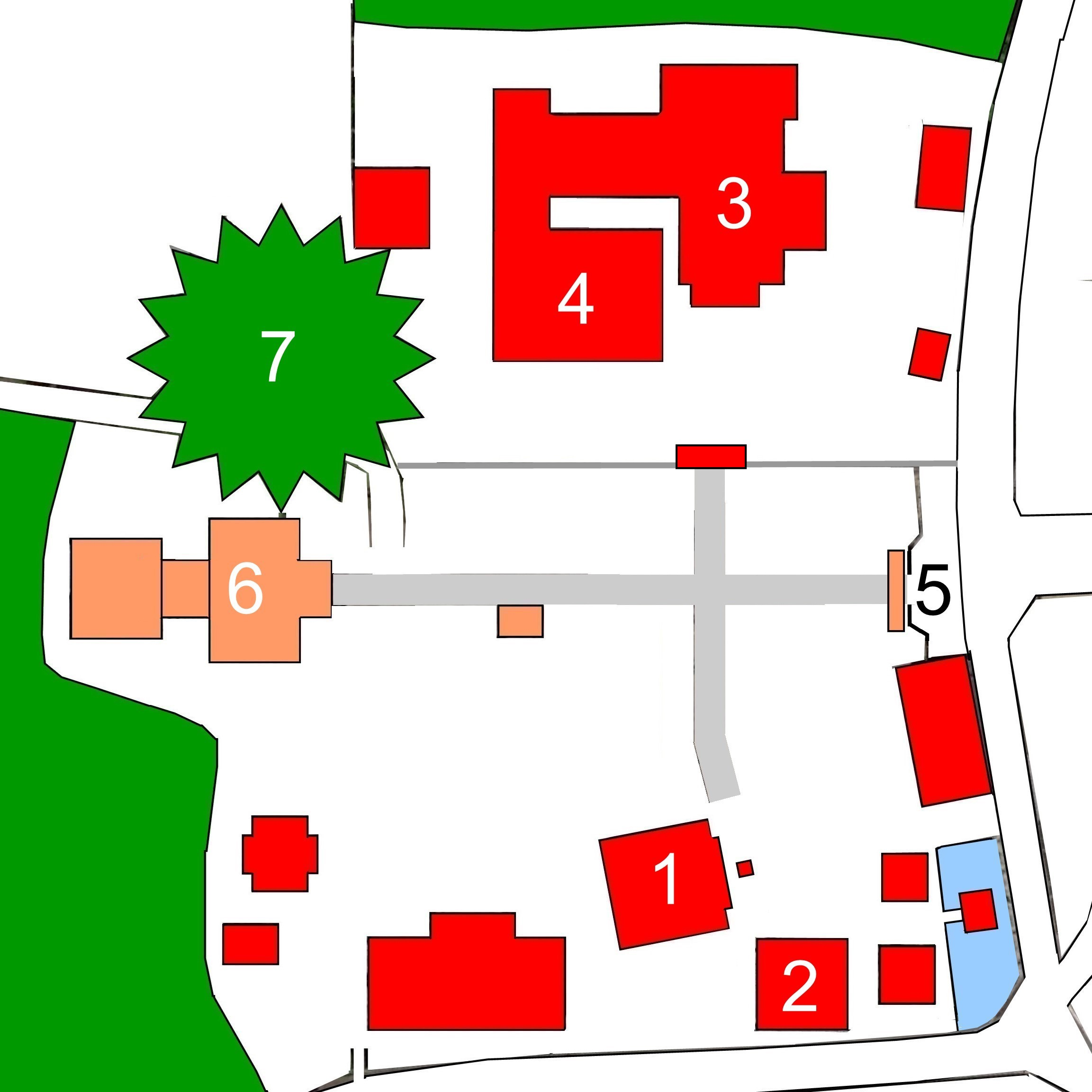
Plan du temple.

Le Tennō-ji (天皇寺) est, avec le Go Kinkasan (金華 山) et le Kōshōin (高 照 院), un des trois temples de la ville de Sakaide (préfecture de Kagawa) de l'école Shingon du bouddhisme. 
Dans le décompte traditionnel, il est le 79e temple de la route de pèlerinage de Shikoku.  
En 2015, le Tennō-ji est désigné Japan Heritage avec les 87 autres temples du pèlerinage de Shikoku.  

## Photos du temple

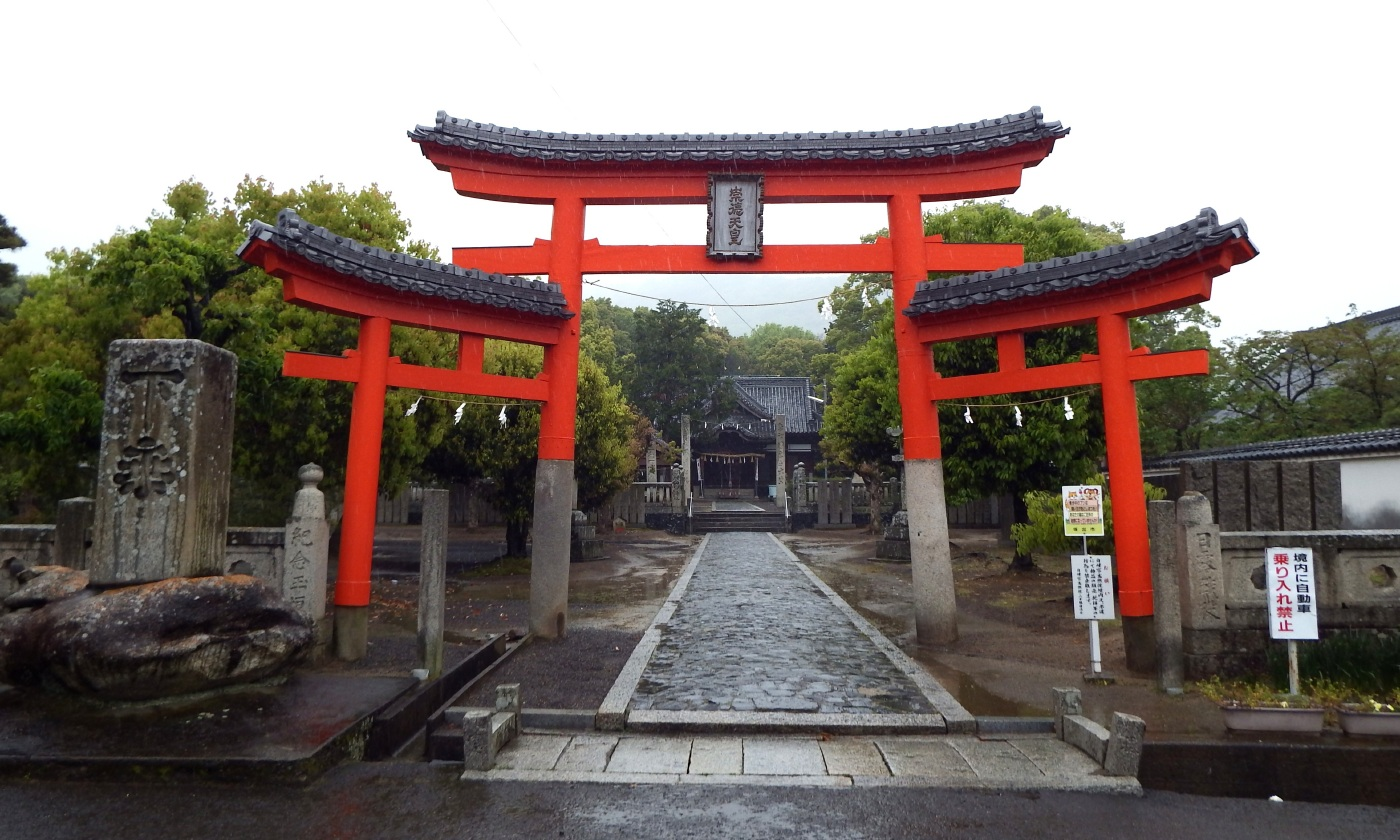
Triple Torii
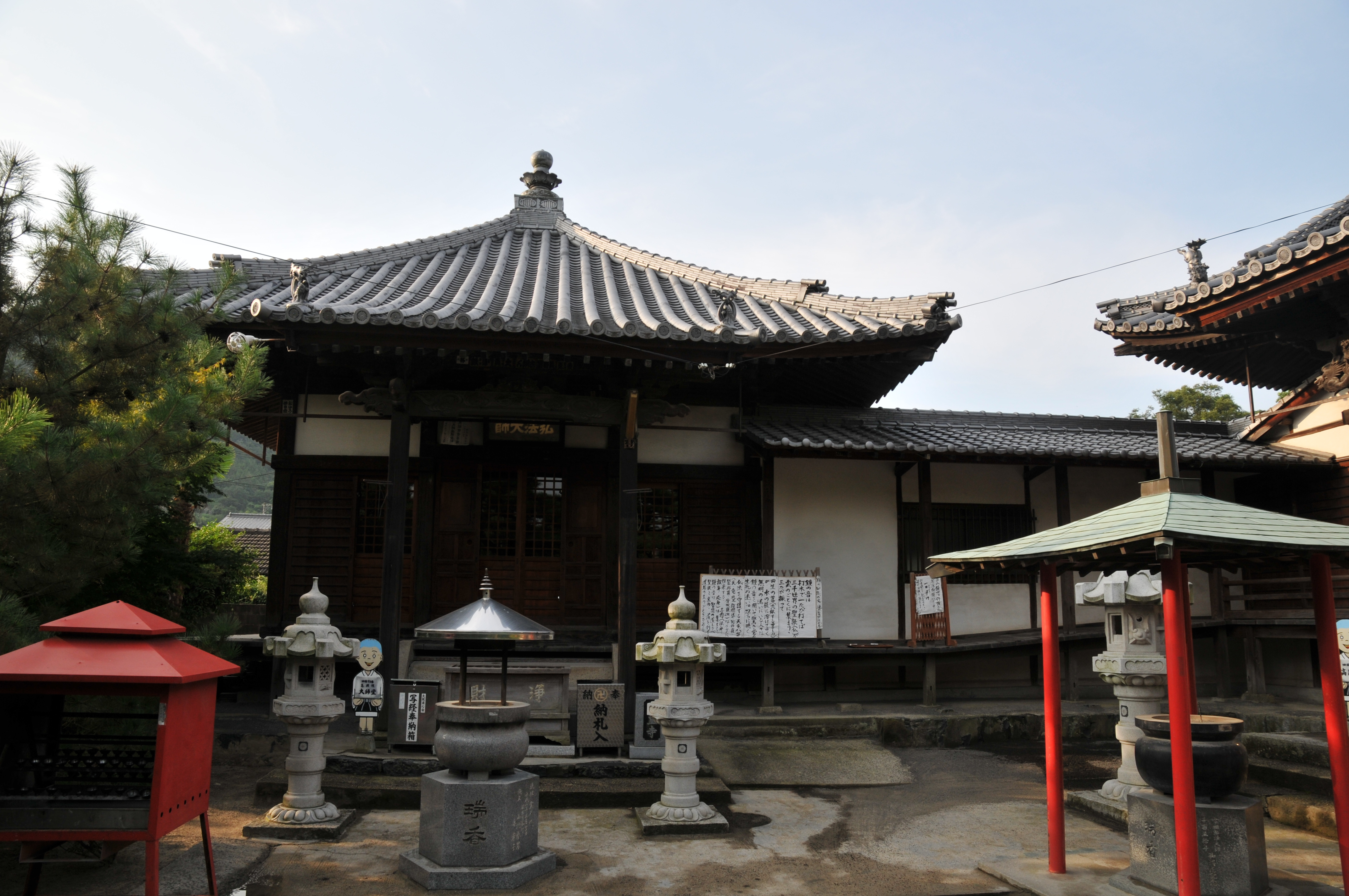
Daishidō
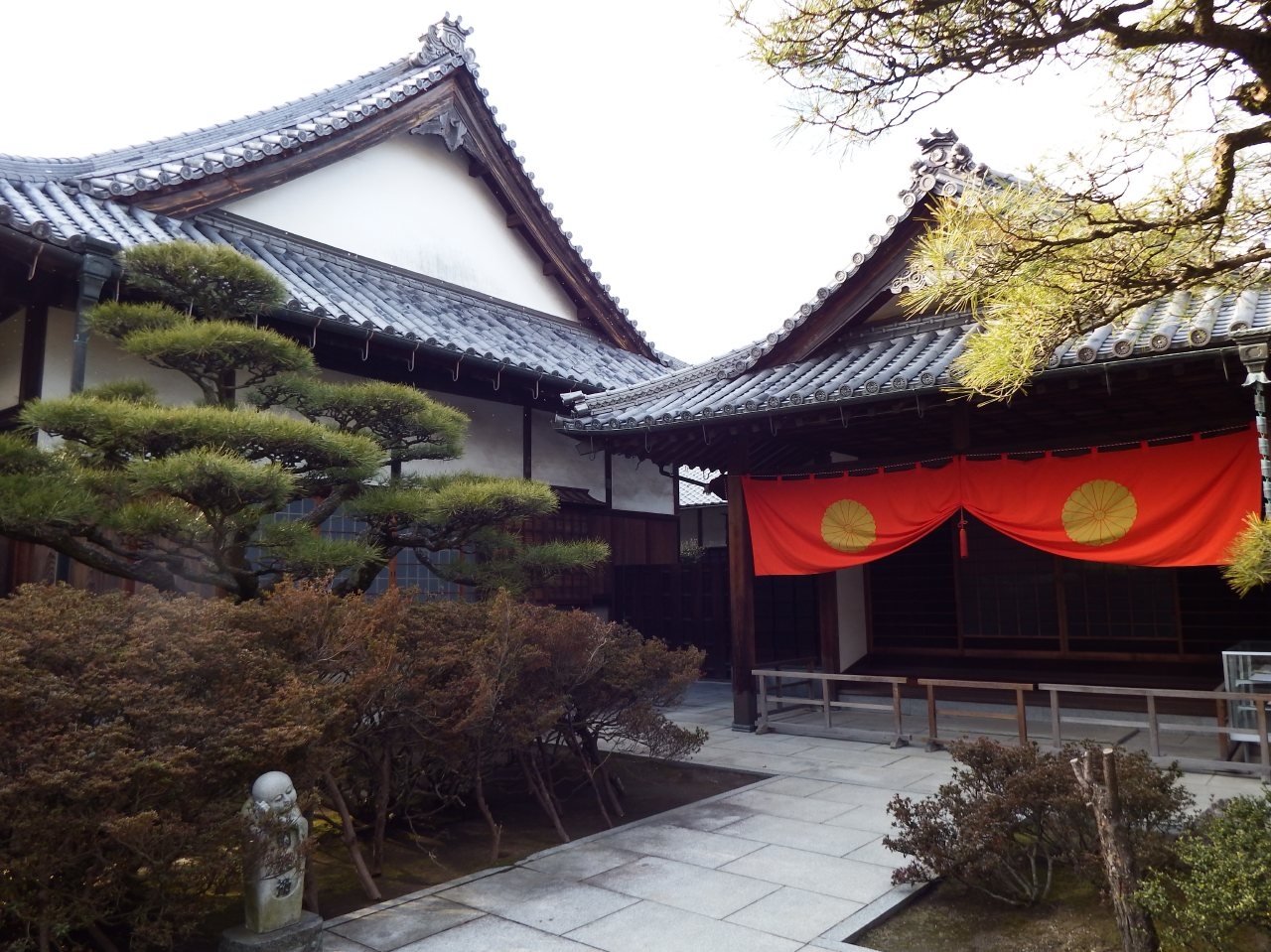
Manishuin
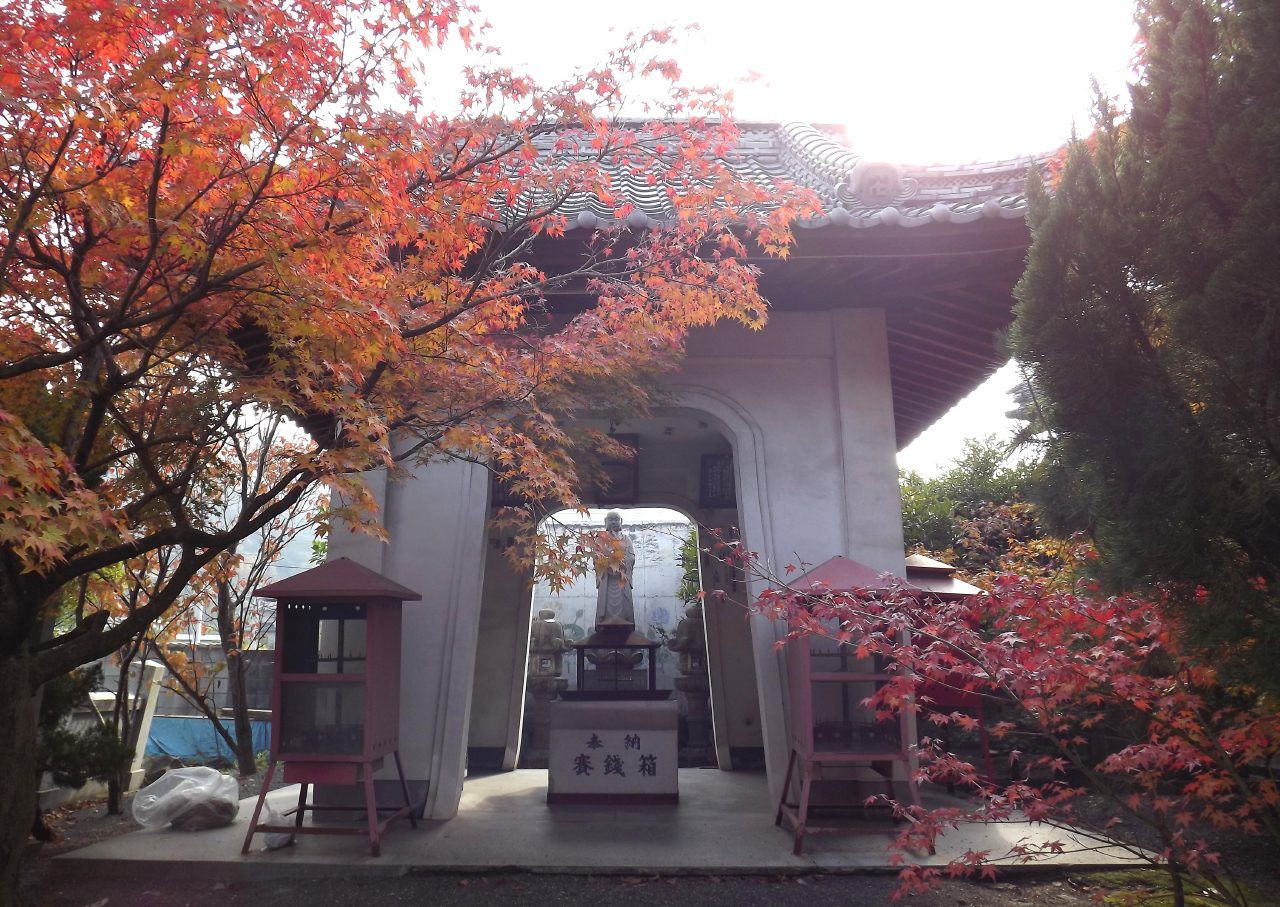
Jizodo
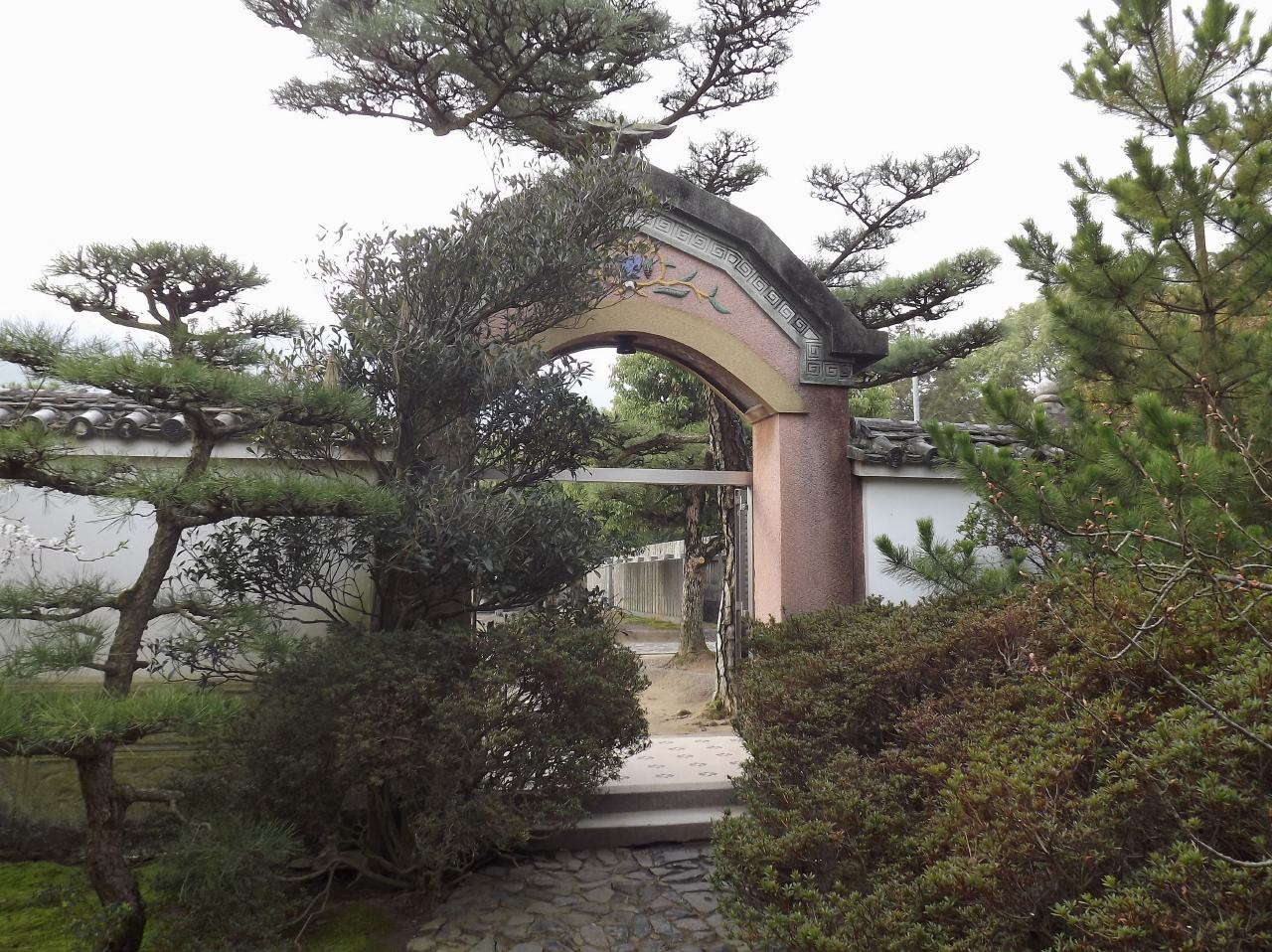
Vue depuis la zone du monastère jusqu'à la zone du temple

## Littérature
- Doei Oguri, Kukai. Shikoku hachijuhachi kosho no arukikata. Chukei no Bunko, 2011  (ISBN 978-4-8061-4067-2)